# هوهانس بادالیان
هُوْهانِس هامبارتسومی بادالیان (ارمنی: Հովհաննես Համբարձումի Բադալյան؛ انگلیسی: Hovhannes Hambardzumi Badalyan زاده ۱۵ دسامبر ۱۹۲۴ - درگذشته ۱۹ اوت ۲۰۰۱) خواننده اهل ارمنستان بود. بادالیان هنرمند مرمی ارمنستان شوروی در سال ۱۹۶۱ و استاد کنسرواتوار دولتی کومیتاس ایروان بود.

## زندگی‌نامه
هوهانس بادالیان در ۱۹۲۲ میلادی در روستای شورین، همدان به دنیا آمد. وی سال‌های کودکی را در عراق سپری کرد و پس از کسب تحصیلات ابتدایی به ایران مهاجرت نمود.
پروفسور هوهانس بادالیان در سال ۱۹۴۶ میلادی جهت تکمیل تحصیلات خویش به ارمنستان مهاجرت کرد و کالج دولتی موسیقی رومانوس ملیکیان (۱۹۴۹) و سپس کنسرواتوار دولتی کومیتاس ایروان را به اتمام رساند فعالیت هنری وی در ارمنستان به عنوان خوانندهٔ شهیر ارمنی از سال ۱۹۴۷ میلادی آغاز و تا مرگ ادامه داشت.
وی یکی از مشهورترین هنرمندان معاصر ارمنستان می‌باشد. وی همچنین در زمان اقامتش در ایران به عنوان تکخوان (خواننده سولو) در گروه‌های کر «نیکول گالاندریان»، «هامبارتسوم گریگوریان» و «روبن گریگوریان» هنرنمایی می‌کرده‌است.
همسر وی مدیر یکی از مدارس فارسی‌زبان در ایروان می‌باشد و فعالیت چشمگیری در رشد زبان و ادبیات فارسی در ارمنستان داشته‌است.
هوهانس بادالیان در سال ۲۰۰۱ میلادی در شهر ایروان چشم از جهان فروبست.
وی برنده جوایزی همچون هنرمند مردمی ارمنستان شوروی شد.

## نگارخانه

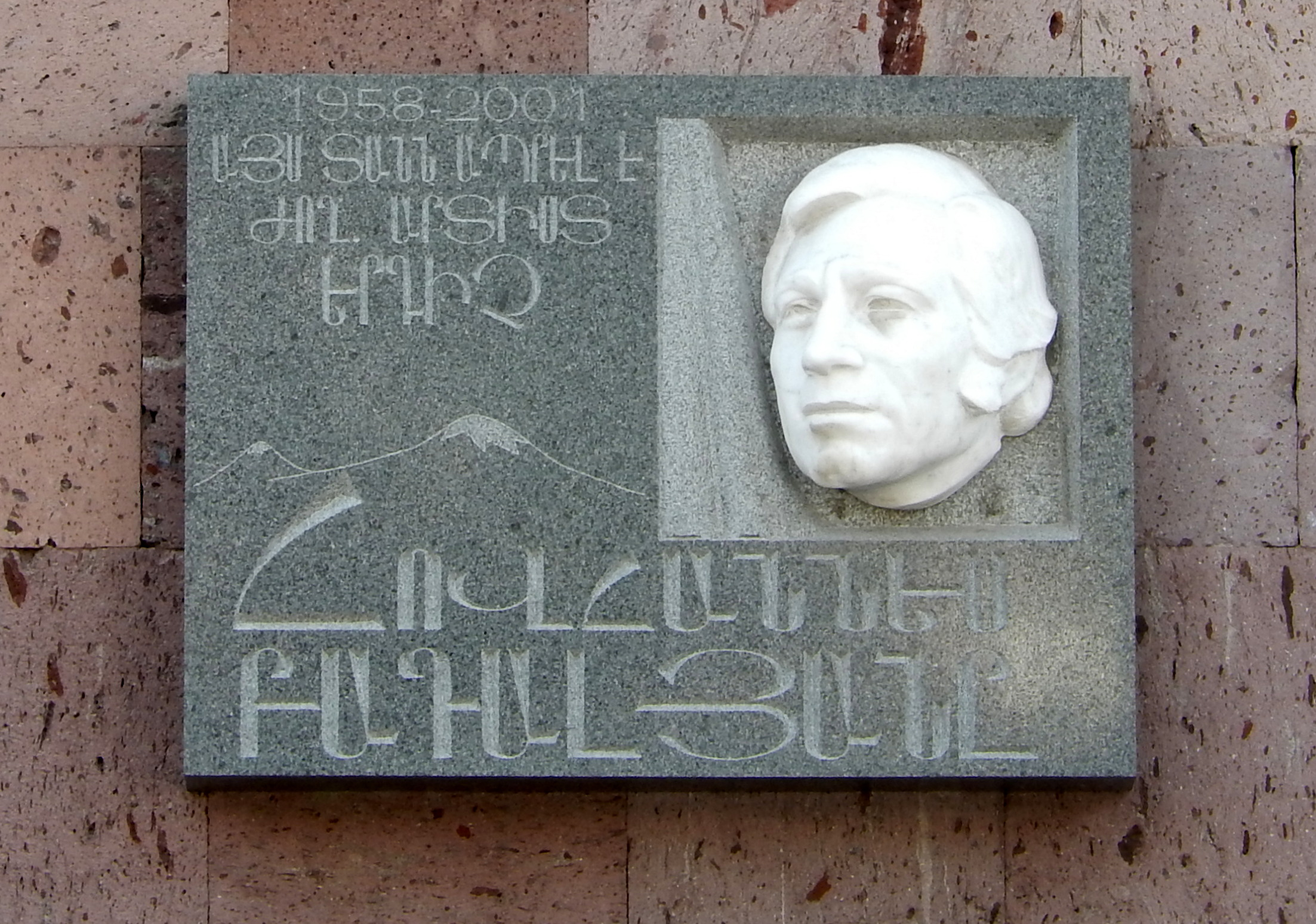